# LSM8
LSM8‏ (LSM8 homolog, U6 small nuclear RNA associated) هوَ بروتين يُشَفر بواسطة جين LSM8 في الإنسان.

## الوظيفة
هذا الجين عضو في عائلة LSm، ويُشفِّر بروتينًا أسطوانيًا مغلقًا، يتكون من خمسة سلاسل بيتا ذات تواز مضاد ولولب ألفا. يتعاون هذا البروتين مع ستة سلاسل متماثلة لتشكيل حلقة غير متجانسة التكافؤ، ترتبط مؤقتًا بالحمض النووي الريبوزي (RNAs)، وتشارك في النضج العام للحمض النووي الريبوزي في النواة.

## التفاعل
لقد ثبت أن LSM8 يتفاعل مع LSM2.